# Copa Chile 1990
Copa Chile 1990, eller officiellt "Copa DIGEDER 1990", var 1990 års säsong av fotbollsturneringen Copa Chile. Turneringen spelades mellan den 18 mars och 3 juni 1990 och totalt 16 lag deltog, alla från Primera División. Till slut vann Colo-Colo efter att ha vunnit mot Universidad Católica i finalen. För 1990 delades de 16 lagen upp i två grupper om åtta lag där de fyra främsta i varje grupp kvalificerade sig för kvartsfinaler.

## Gruppspel
| Lag                  | S  | V | O | F | GM | IM | MS  | P  |
| -------------------- | -- | - | - | - | -- | -- | --- | -- |
| Naval                | 14 | 8 | 2 | 4 | 31 | 28 | +3  | 26 |
| Universidad Católica | 14 | 7 | 1 | 6 | 26 | 30 | −4  | 22 |
| Cobreloa             | 14 | 6 | 4 | 4 | 29 | 20 | +9  | 22 |
| Huachipato           | 14 | 5 | 5 | 4 | 26 | 21 | +5  | 20 |
| Deportes Iquique     | 14 | 6 | 2 | 6 | 30 | 26 | +4  | 20 |
| Cobresal             | 14 | 5 | 3 | 6 | 26 | 26 | 0   | 18 |
| Deportes La Serena   | 14 | 5 | 4 | 5 | 22 | 23 | −1  | 19 |
| Palestino            | 14 | 2 | 3 | 9 | 20 | 36 | −16 | 9  |

| Lag                  | S  | V | O | F | GM | IM | MS  | P  |
| -------------------- | -- | - | - | - | -- | -- | --- | -- |
| Unión Española       | 14 | 9 | 3 | 2 | 32 | 17 | +15 | 30 |
| Colo-Colo            | 14 | 7 | 4 | 3 | 36 | 19 | +17 | 25 |
| O'Higgins            | 14 | 6 | 4 | 4 | 33 | 26 | +7  | 22 |
| Deportes Concepción  | 14 | 5 | 4 | 5 | 31 | 29 | +2  | 19 |
| Everton              | 14 | 4 | 4 | 6 | 29 | 31 | −2  | 16 |
| Santiago Wanderers   | 14 | 6 | 2 | 6 | 23 | 33 | −10 | 20 |
| Universidad de Chile | 14 | 2 | 5 | 7 | 23 | 33 | −10 | 11 |
| Fernández Vial       | 14 | 2 | 4 | 8 | 17 | 36 | −19 | 10 |

## Källa
Den här artikeln är helt eller delvis baserad på material från spanskspråkiga Wikipedia.